# Günther Domenig

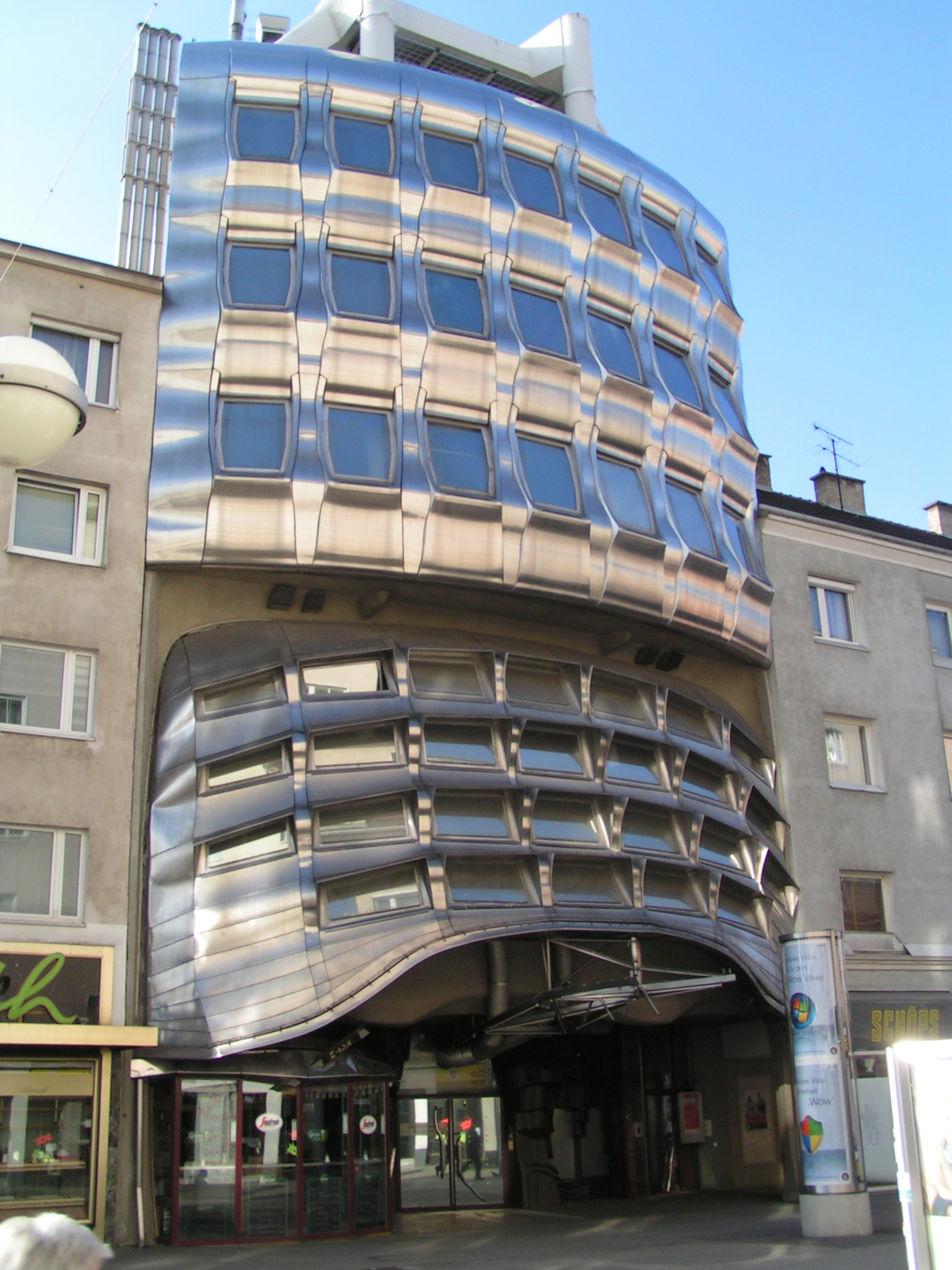
Wien, Zentralsparkasse.

Günther Domenig, född 6 juli 1934 i Klagenfurt, död 15 juni 2012 i Graz, var en  österrikisk arkitekt.
Günther Domenig studerade arkitektur vid Tekniska universitetet Graz åren 1953-59. 1963 öppnade han tillsammans med Eilfried Huth ett arkitektbyrå, där de ritade uppmärksammade byggnader i brutalistisk stil. Det internationella genombrottet kom med Zentralsparkasse i Wien, som är uttryck för en expressionistisk, postmodern estetik.
1984 anordnande en grupp arkitekter, som arbetade i Graz, en utställning, vilken fick stor uppmärksamhet och omtalades som ”Grazer Schule”. Günther Domenig var en av de ledande arkitekterna i gruppen. 
Günther Domenigs eget hus, ”stenhuset”, vid Ossiacher See nära Klagenfurt är ett personligt manifest om hans arkitektur.

## Viktiga verk (urval)
- Pädagogische Akademie (Graz, 1964, tillsammans med E. Huth)
- Pavillon Schwimmhalle (München, 1970, för de olympiska spelen 1972)
- Zentralsparkasse, filial Favoritenstraße (Wien, 1979)
- Stenhuset (Steindorf am Ossiachersee, 1980)
- Technische Universität Graz, institutionsbyggnader (Graz 1983/1984)
- Zentralsparkasse Bank, huvudkontor (Wien, 1986)
- Ombyggnad av Fundermax fabrik II, 1987, Glandorf vid Sankt Veit an der Glan
- Universität Graz, fakultetsbyggnad (Graz, 1993/96)
- Konstakademi (Münster, 1998)
- Dokumentationscentrum (Nürnberg, 1998)
- Hotel Augarten (Graz, 2002)
- T-Center (Wien, 2004)

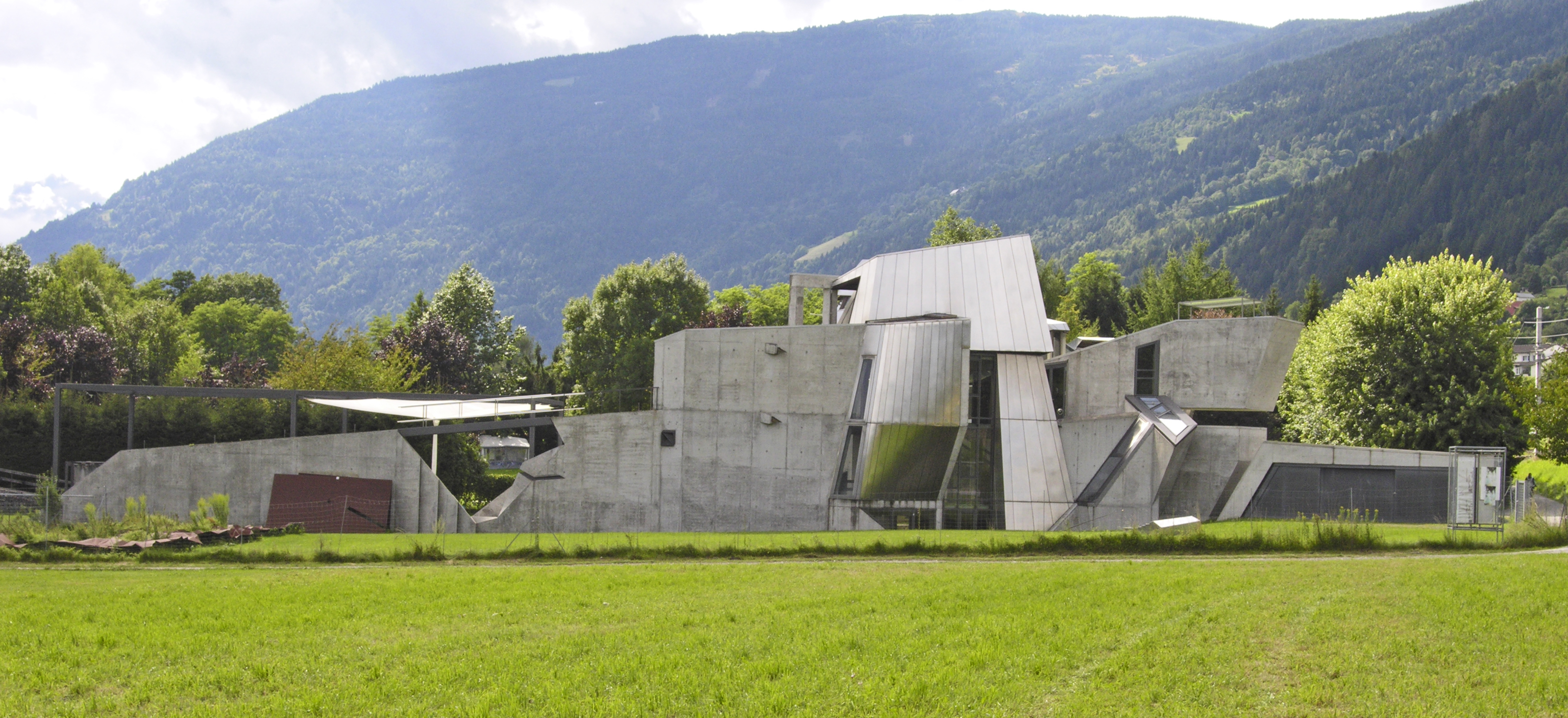
”Stenhuset”
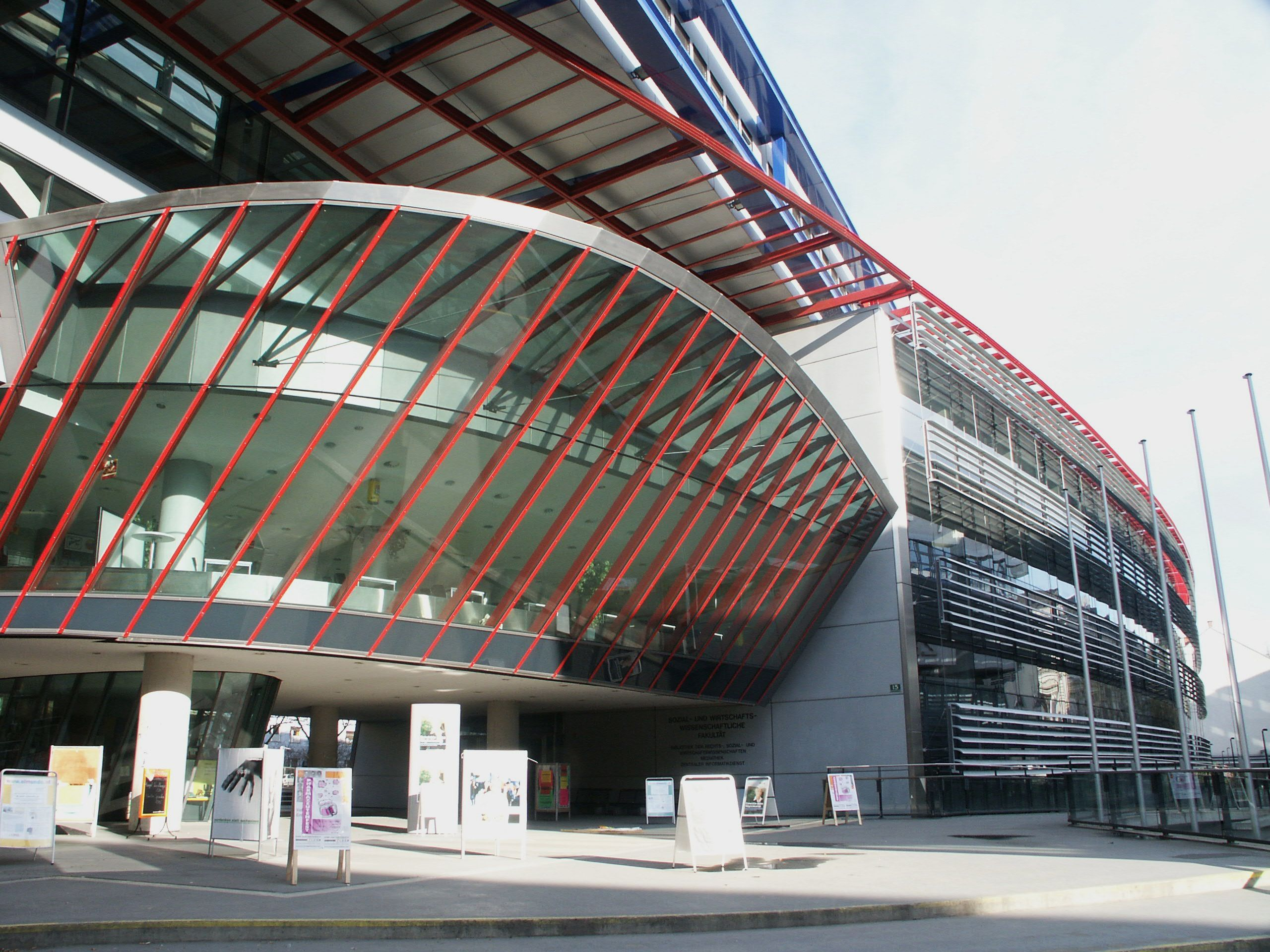
Graz, universitetsbyggnad
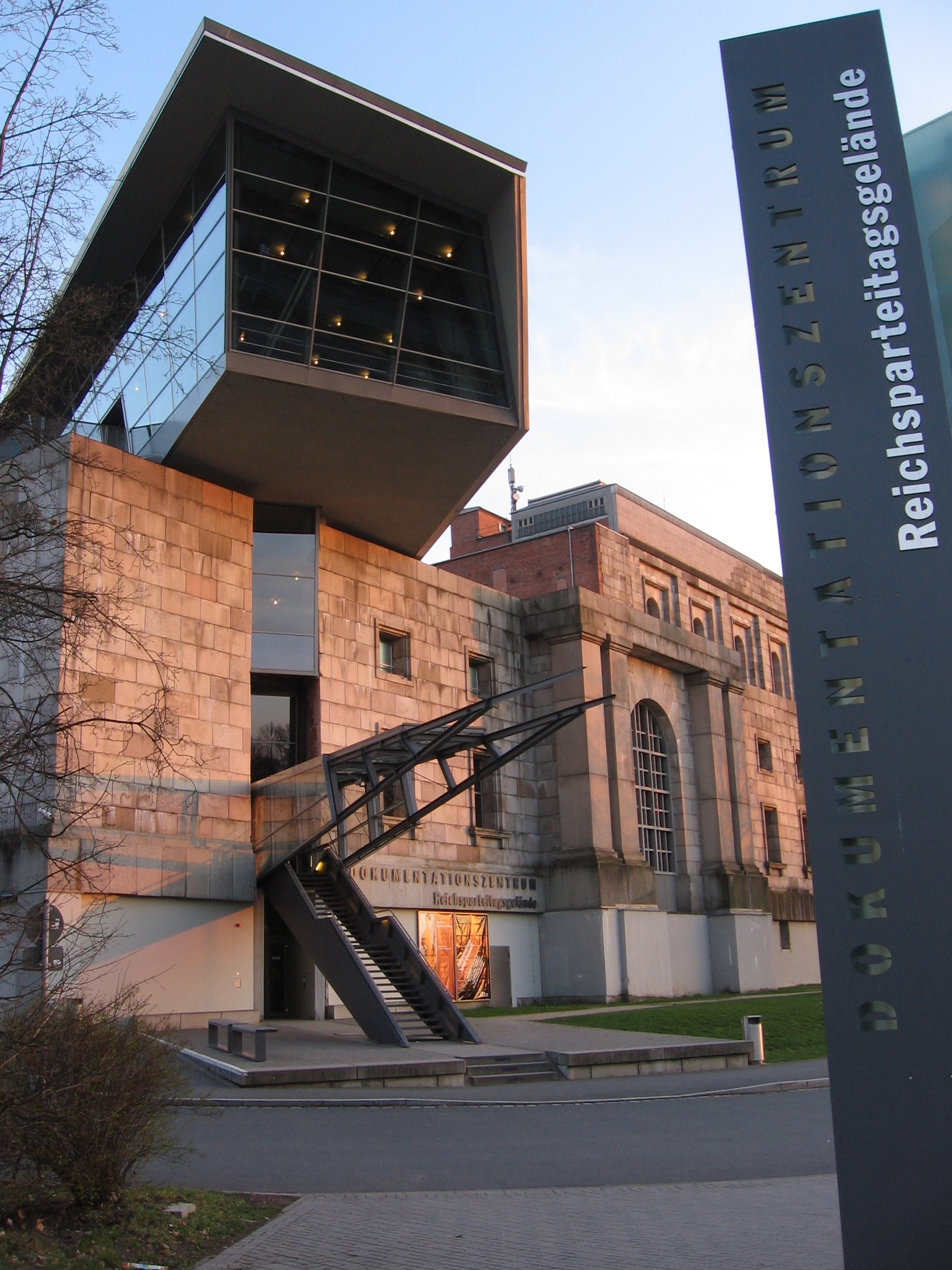
Nürnberg, dokumentationscentrum
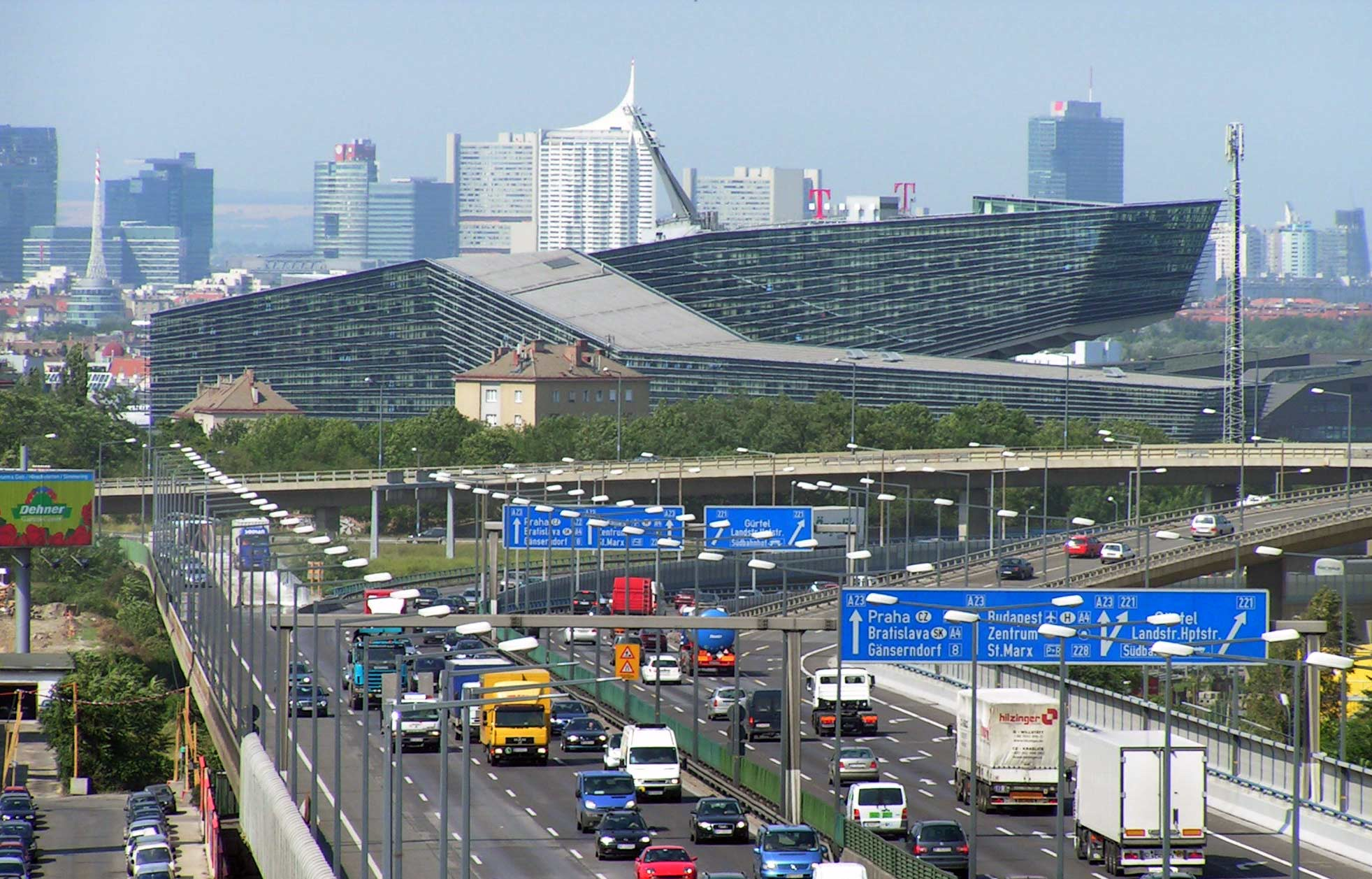
Wien, T-Center